# 山岸泉琳
山岸 泉琳（やまぎし せんりん）は、東京都生まれの女流日本画家。
「現代における風流」をテーマに、日本の伝統美と現代的な感覚が融合した日本画を制作する。

## 略歴
東京都中央区銀座に生まれる。多摩美術大学日本画専攻を卒業。1988年、渋谷にて初の個展を開催。1998年に山岸泉琳へ号を変更した。
世界各地での活動のほか、国内では高台寺、本蓮寺、寒川神社などへの作品を制作する。

## 年譜
- 1988年
  - 渋谷、代官山ヒルサイドギャラリーにて初の個展を開催。
  - 渋谷、西武ロフトにて作品展開催。
- 1991年 - 東京世界陸上、国立競技場の貴賓室に作品展示をした。
- 1992年 - パリ、ギャラリーポアンで、JAL協賛のもと個展を開催。
- 1993年
  - ニューヨーク、JALギャラリーで、JAL協賛のもと個展を開催。
  - ニューヨーク、ラガーディア芸術学校にてレクチャーを行う。
  - 電通アドギャラリーにて個展を開催。
- 1994年
  - ハワイ、アートエキスポに参加する。
  - ランドマークタワー、草月会館にて『ART AGAINST AIDS JAPAN作品展』に参加する。
- 1997年 - 京都、高台寺『秀吉公四百年忌ー桃山の心』ライティングデザイナー内原智史とアートイベントを開催。
- 1998年
  - 雅号を山岸泉琳に改名。
  - 京都、高台寺の本堂の襖絵『春景ー枝垂れ桜』を制作納入。
- 1999年
  - 京都、高台寺円徳院に掛け軸製作納入。
  - 本蓮寺に天井画『昇り龍、下り龍』を制作納入。
  - 黄桜「Pure」のラベルの桜のデザインを製作。
- 2000年 - 古川美術館、21世紀日本文化会議「日本と遊ぶ」展に参加する。
- 2002年 - キリンビール一番搾りのワールドカップパッケージの制作に参加。
- 2003年から
  - ヨックモックの「さくらクッキー」パッケージアートを製作。
  - NHKハート展に作品参加。
- 2009年 - 本蓮寺に薄墨桜の襖絵を納入。
- 2010年 - 本蓮寺に松竹梅の三部作の掛軸を納入。
- 2011年 - 銀座三越にて個展を開催。会場にて、とらやとのコラボレーション菓子「桜思ふ」を販売。
- 2012年 - とらや京都ギャラリーにて作品展。とらや京都一条店、四条店、高台寺にて、リニューアル版「桜思ふ」を販売。
- 2013年
  - 神奈川県、寒川神社に「燕子花図」を納入[1]。
  - 銀座三越にて個展。
  - 京都、とらやギャラリーにて「秋の雅」個展。
  - 高台寺にて「秋の雅」特別拝観アートインスタレーション開催。
  - 寒川神社に「上弦の月」納入。
- 2014年 - 株式会社新宿高野の本社ビルに、130周年記念絵画を制作納入。
- 2015年
  - 日本橋三越にて個展。
  - 寒川神社・紅葉館に作品納入。
- 2016年 - キャノン「綴りプロジェクト」文藝春秋誌に参加。
- 2017年 - 銀座三越にて個展。
- 2018年 - NYジャパンウィーク期間中、チェルシー大西ギャラリーにて個展。
- 2019年 - 京都・高台寺にて「泉琳桜と春の宴」作品展を開催。
- 2020年　新宿伊勢丹にて山岸泉琳展開催。高台寺「春景ー枝垂れ桜」の襖絵を展示。
- 2023年　日本橋三越伊勢丹「絵師が描く現代の琳派」個展開催。
- 2025年　京都高台寺掌美術館「春景ー枝垂れ桜　幾千代かけてながめあかさむ」展にて襖絵展示。

## 代表作品
- 襖絵『春景ー枝垂れ桜』1998年　京都高台寺本堂（毎年春に限定公開）